# Atlas (maan)
Atlas is een natuurlijke maan van Saturnus en is genoemd naar de Titaan Atlas. Net als andere manen van Saturnus is hij ontdekt door foto's van de Voyager.
Samen met Pan is het een herdermaan van de A-ring, maar nog onbekend is of Pan en Atlas eenzelfde soort samenstelling hebben als Prometheus, een herdermaan van de F-ring.
Eerst werd gedacht dat Atlas kleiner was dan Pan, maar inmiddels hebben nauwkeurigere berekeningen aangetoond dat Atlas enkele kilometers groter is. Pan staat ook dichter bij Saturnus dan Atlas.